# Ayrshirebroderi
Ayrshirebroderi, vitt genombrutet broderi utfört på bomullsmuslin. Namnet kommer från grevskapet Ayr som ligger sydväst om Glasgow i Skottland. 1814 började en Mrs Jamieson som var gift med en bomullsimportör att lära traktens kvinnor att brodera i en teknik hon funnit på en fransk dopklänning. Ur denna blygsamma start utvecklades Ayrshirebroderiet. En blomstrande hemindustri växte fram men den fick ett hastigt slut då man på grund av amerikanska inbördeskriget (1861-1865) inte kunde få någon råbomull från USA